# Barwna Góra
Die Barwna Góra (deutsch: Farbenberg) ist ein 720 m hoher Berg im schlesischen Teil des Isergebirges in Polen. Die Barwna Góra liegt im Zackenkamm in der Gemeinde Mirsk unmittelbar südlich von Przecznica.

## Beschreibung
Der Gipfel ist vollständig mit Nadelwald bewachsen. Der Berg besteht aus Graniten und Gneisen sowie Quarzen. Ab dem 18. Jahrhundert wurde hier Kobalt zur Farbgewinnung abgebaut, woher auch der Name des Berges herrührt.